# Fluorki
Fluorki – związki chemiczne, sole kwasu fluorowodorowego, w których występują jony F−
. Część z nich może być trująca w dużych stężeniach.
W wodzie rozpuszczalne są fluorki litowców, amonu, chromu(III), srebra, bizmutu, cyny(II) oraz cyny(IV). Do trudno rozpuszczalnych zalicza się fluorki berylowców, cynku, glinu, manganu(III), niklu, kobaltu, żelaza(II) i (III), ołowiu, miedzi oraz kadmu. Fluorki rtęci(I) i (II) w wodzie ulegają rozkładowi.
Ze względu na hydrolizę fluorków do fluorowodoru w roztworach wodnych, są one przechowywane w naczyniach polietylenowych.

## Zastosowanie

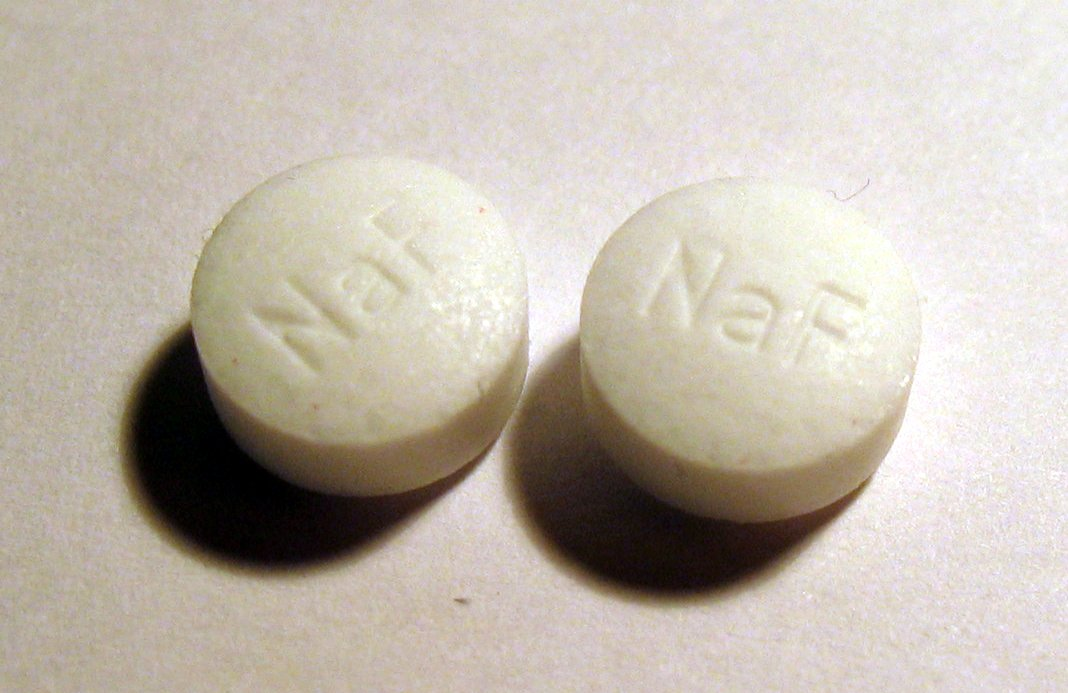
Fluorek sodu w tabletkach

Ponieważ fluorki zapewniają ochronę przed próchnicą zębów, na obszarach, gdzie ich zawartość w wodzie pitnej jest mniejsza niż 0,7 mg/dm3 zaleca się stosować suplementację fluorkiem sodu (fluoryzację). Zewnętrzne stosowanie fluorków daje korzystniejsze rezultaty niż ich spożywanie. Najlepsze efekty daje codzienne płukanie jamy ustnej rozcieńczonymi roztworami fluorków. Dobrym źródłem fluorków są też fluorkowane pasty i inne środki do czyszczenia do zębów.